# Новые Дубовики
Новые Дубовики — раннесредневековое городище на правом берегу Волхова, поблизости от одноименной деревни на окраине города Волхов в Ленинградской области, где с 1952 года ведутся раскопки.
В раннем средневековье городище являлось ремесленным центром, поскольку основные находки связаны с металлургией и гончарством. В состав комплекса раннесредневековых памятников у бывшей деревни Новые Дубовики входит, кроме городища, селище и 10 сопок. Селище Новые Дубовики имело размеры 300×200 м. Имеются немногочисленные следы погребений (сопки-курганы с кремированными останками людей с высоким социальным статусом). Между тем сохранились и следы обработки земли и рыболовства (промысел осетра, леща, судака, налима, щуки, сома и окуня). Ряд артефактов (бронзовые бутылковидные подвески) указывают на связь с финно-угорским населением волго-окского региона (дьяковская культура). Есть находки, связанные с хазарами (салтовский перстень, дирхем чеканки 746 года) и славянами (височные кольца).
Самые ранние датировки городища относятся к IX веку. Поселение существовало синхронно Старой Ладоге. Как и другие укреплённые поселения Поволховья, приурочено к наиболее сложным участкам водного пути — в данном случае, к гостинопольским порогам. В таких пунктах судам пришельцев грозила наибольшая опасность со стороны автохтонов.